# ألما توماس
كانت ألما وودسي توماس (منذ 22 سبتمبر من عام 1891 وحتى 24 فبراير من عام 1978) رسامةً تعبيريةً أمريكيةً من أصل أفريقي، ومعلمة فنون اشتهرت بلوحاتها التجريدية الزاهية. عاشت وعملت في المقام الأول في واشنطن العاصمة، ووصفتها صحيفة واشنطن بوست بأنها صاحبة دور بارز في حركة واشنطن كولور سكول. وصفتها صحيفة وول ستريت جورنال في عام 2016 بأنها «فنانة لم تحظ بالتقدير» سابقًا، ولكنها اشتهرت مؤخرًا بأعمالها «الوافرة» والجديرة بالملاحظة لنمطها وتناغمها وألوانها. ما تزال توماس مؤثرةً على الصغار والكبار، إذ وضعت حجر أساس الفنون الجميلة في جامعة هوارد، وبدأت مسيرةً فنيةً ناجحةً في وقت لاحق من حياتها، إذ اتخذت مواقفًا بارزةً خلال مرحلة الفصل العنصري كفنانة أمريكية أفريقية. آمنت توماس بضرورة استقلال الإبداع عن النوع الاجتماعي أو العرق، وبخلقه لأعمال تركز على الجمال العرضي وتجرّد اللون.

## حياتها وعملها

### التعليم الجامعي ومسيرة التعليم والدراسات العليا
بدأت توماس بدراسة الاقتصاد المنزلي في جامعة هوارد في عام 1921، قبل أن تتحول إلى دراسة الفنون الجميلة بعد أن درّسها مؤسس قسم الفنون جيمس في. هيرنغ. بدأت باختبار الفن التجريدي بتشجيع من هيرنغ والأستاذ والفنان الخصب لويس مايلو جونز. كانت هذه التقنية طليعيةً في ذلك الوقت، إذ لم يكن الفن التجريدي شائع الاستعمال في الاتجاه الأمريكي السائد آنذاك. برزت توماس المجتمع الفني أثناء وجودها في جامعة هوارد، إذ انضمت إلى مجتمع فناني لويس مايلو جونز «ذا ليتل باريس غروب».
حصلت على بكالوريوس العلوم في الفنون الجميلة في عام 1924 من جامعة هوارد، لتكون الخريج الأول من برنامج الفنون الجميلة في الجامعة، وكانت أيضًا من أوائل النساء الأمريكيات الأفريقيات اللواتي حصلن على شهادة في الفن. ومع ذلك، استمرت توماس بالتخطيط للتدريس حتى تقاعدت، إذ بدأت التدريس في مدرسة شاو جونيور الثانوية في عام 1924، واستمرت في عملها هذا حتى تقاعدها في عام 1960. درست توماس إلى جانب مالكيا روبرتس بدأت توماس برنامجًا للفنون المجتمعية أثناء وجودها في مدرسة شاو جونيور الثانوية، الأمر الذي شجع الطلاب على تقدير الفنون الجميلة. دعم البرنامج عروض الدمى المتحركة وتوزيع بطاقات العطلات التي صممها الطلاب على الجنود في المركز الطبي لشعبة المركز الطبي في توسكيجي للمحاربين القدامى. تقاعدت توماس من التدريس في عام 1960 وكرست نفسها للرسم.
تمكنت توماس خلال فترة تدريسها من الحصول على درجة ماجستير الآداب في الفنون المرئية من جامعة كولومبيا في عام 1934، وقد حُقق ذلك من خلال خروجها المستمر عن المناهج الدراسية وزياراتها للمعارض والمتاحف خلال فصل الصيف. التحقت توماس أيضًا بالجامعة الأميركية في سن التاسعة والخمسين، حيث درسها الرسام الناجح جايكوب كاينين (إلى جانب جو سمرفورد وروبرت جيتس) تاريخ الفن والرسم منذ عام 1950 وحتى عام 1960. زارت توماس المراكز الفنية في أوروبا الغربية في عام 1958 بتكليف من مدرسة تلير للفنون.

### سنواتها الأخيرة
سارت توماس في مسيرة الحقوق المدنية إلى واشنطن مع صديقتها ليليان إيفانتي في عام 1963. صورت المسيرة في إحدى لوحاتها لعام 1964.
عدلت ماري بيث إيدلسون على لوحة العشاء الأخير لليوناردو دا فينشي في لوحتها بعض الفنانات الأمريكيات الأحياء/ العشاء الأخير (1972) من غير ذي حق، حيث ألصقت صورًا لرؤوس فنانات بارزات فوق رؤوس المسيح ورسله؛ كانت ألما توماس من بين هؤلاء الفنانات البارزات. أصبحت هذه الصورة -التي تتناول دور الأيقونات الدينية والفنية التاريخية في تبعية المرأة- «إحدى أشهر لوحات الحركة الفنية النسوية».
توفيت ألما توماس في 24 فبراير من عام 1978، إذ عاشت في نفس المنزل الذي انتقلت إليه أسرتها عند وصولها إلى واشنطن في عام 1906.